# Vezelversterkte kunststof

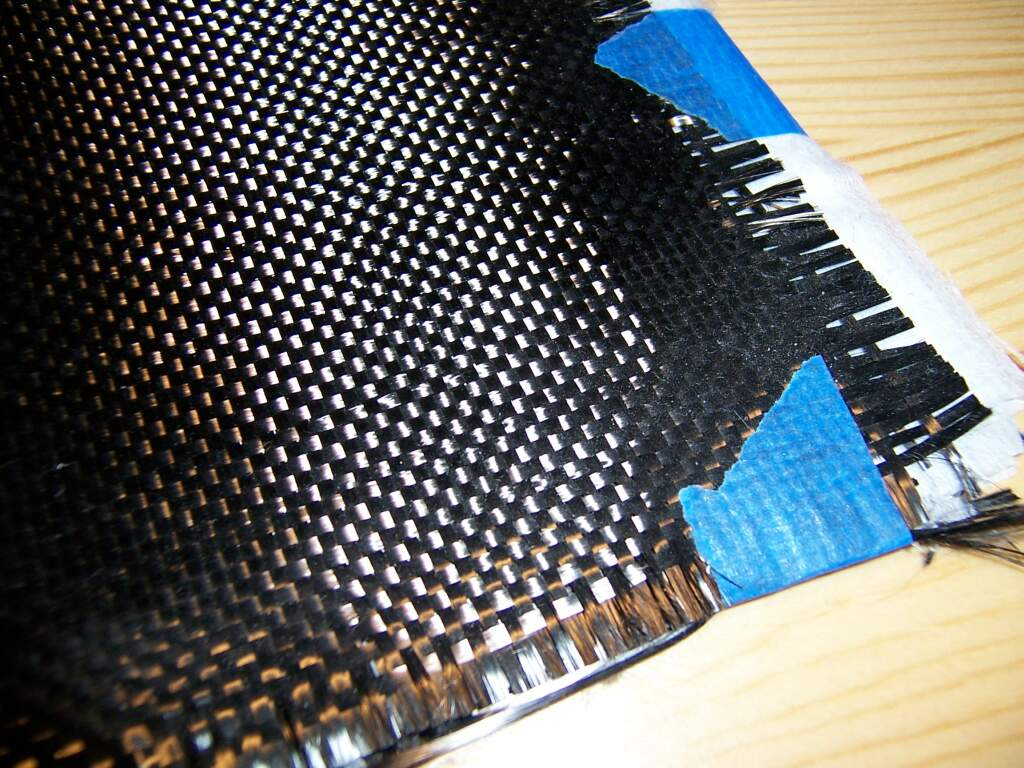
Een voorbeeld van een koolstofvezelmat.

Door kunststof hars te vermengen met vezels ontstaat vezelversterkte kunststof die sterker en stijver is dan normale kunststof. Het kunststofhars dient als matrix-materiaal en is gewoonlijk een thermohardende kunststof zoals polyester of epoxyhars. Veelgebruikte vezels zijn:
- glasvezel
- koolstofvezel
- aramidevezel (bijvoorbeeld Twaron en Kevlar)

Als matrix in composieten, worden vooral thermoharders gebruikt, die bij atmosferische druk en kamertemperatuur uitharden: de epoxyharsen (EP) en de onverzadigde polyesterharsen (UP= unsaturated polyester). Polyesterharsen worden vooral gebruikt in combinatie met glas- of polyestervezels. Gewoonlijk start de uitharding van het hars door een katalysator. Zeker bij epoxy’s wordt toch vaak gekozen voor uitharding in een oven (100 tot 150° C). Dit geeft ook de mogelijkheid het weefsel voor het snijden al te doordrenken met harsen. Deze “prepregweefsels” harden dan in de oven uit; het ruwe materiaal wordt gewoonlijk in een koelkast bewaard. 
Het samenspel tussen matrix en vezel is kritisch. De matrix dient de vezel geheel te doordrenken en zich goed aan de vezel te hechten. De matrix verdeelt de belasting over de vezels (trek en druk). Daarnaast beschermt het hars de vezels tegen chemische en mechanische invloeden. Aan het eind van de vezel, geeft het hars de krachten door aan de omringende vezels. Polyetheenvezels (Dyneema) krijgen een coronabehandeling (vonkenboog) om de hechting tussen vezel en matrix te bevorderen. Een groot probleem zijn de verschillen in uitzettingscoëfficiënt van matrix en vezel. Als de vezels zich losgewerkt hebben, nemen ze geen krachten meer op. Er ontstaat dan een zwakke plek in de composiet, waarvan niets te zien is, en die aanleiding kan zijn tot een plotselinge breuk (geen rek). De diameter van de afzonderlijke draadjes (filamenten) is ± 0,007mm. Bundels filamenten heten rovings; men kan deze rovings tot weefsel verwerken (rovingmatten). Fijn weefsel bevat ongeveer 1000 (1 K) filamenten per streng. 
De treksterkte en de elasticiteitsmodulus van verschillende composietmaterialen is door middel van de volumefractie van de matrix en die van de vezels te berekenen (deze twee formules gelden alleen voor treksterkte en E-waarden in de vezelrichting):
Treksterkte composiet:
{\displaystyle \sigma _{c}=v_{m}\cdot \sigma _{m}+v_{f}\cdot \sigma _{f}}
Waarin:

{\displaystyle \sigma _{c}}: treksterkte van de composiet

{\displaystyle v_{m}}: volumefractie van de matrix

{\displaystyle \sigma _{m}}: treksterkte van de matrix

{\displaystyle v_{f}}: volumefractie van de vezels

{\displaystyle \sigma _{f}}: treksterkte van de vezels

Elasticiteitsmodulus composiet:
{\displaystyle E_{c}=v_{m}\cdot E_{m}+v_{f}\cdot E_{f}}
Waarin:

{\displaystyle E_{c}}: elasticiteitsmodulus van de composiet

{\displaystyle v_{m}}: volumefractie van de matrix

{\displaystyle E_{m}}: elasticiteitsmodulus van de matrix

{\displaystyle v_{f}}: volumefractie van de vezels

{\displaystyle E_{f}}: elasticiteitsmodulus van de vezels

In vergelijking met een niet-vezelversterkt hars kan de E-modulus van een vezelversterkte thermoharder met een factor 20 toenemen in de trekrichting, en de treksterkte tot een factor 25. Het relatief lage gewicht van deze vezelversterkte kunststoffen (tegenover dat van de meeste metalen) is een bijkomend pluspunt.
Er zijn zeer veel toepassingen, o.a. in de scheepsbouw (vezelversterkt polyester), de automobielbouw (bv. de monocoque van Formule 1-wagens uit koolstofvezelversterkte kunststof), de lucht- en ruimtevaart (bv. zweefvliegtuigen of ultra lichte vliegtuigen), in de civiele techniek (bijvoorbeeld bruggen), bij sportartikelen (ski's, frames van rackets voor tennis, squash enz., polsstokken voor polsstokhoogspringen, wielen en frames van racefietsen).

## Milieu
Vezelversterkte kunststoffen zijn door hun gemengde samenstelling moeilijk te recycleren. In het beste geval kunnen ze als vulmateriaal dienen, bijvoorbeeld in een nieuw composietmateriaal, maar dan zonder er veel sterkte aan te verlenen. Het gebruik van natuurlijke vezels zoals cellulose verandert hier niets aan.